# 옴파로스
옴파로스(그리스어: ὀμφαλός)는 고대의 종교적인 돌 유물 또는 예배 장소이다. 옴파로스는 그리스어로 배꼽을 의미한다. 그리스 신화에 의하면 제우스가 2마리의 독수리를 날려 2마리는 세계를 가로질러 날아 세상의 중심에서 만난다. 옴파로스는 이 위치를 나타내는 것으로서 지중해 각지에 세워져 있으며, 델포이의 옴파로스가 가장 잘 알려져 있다.

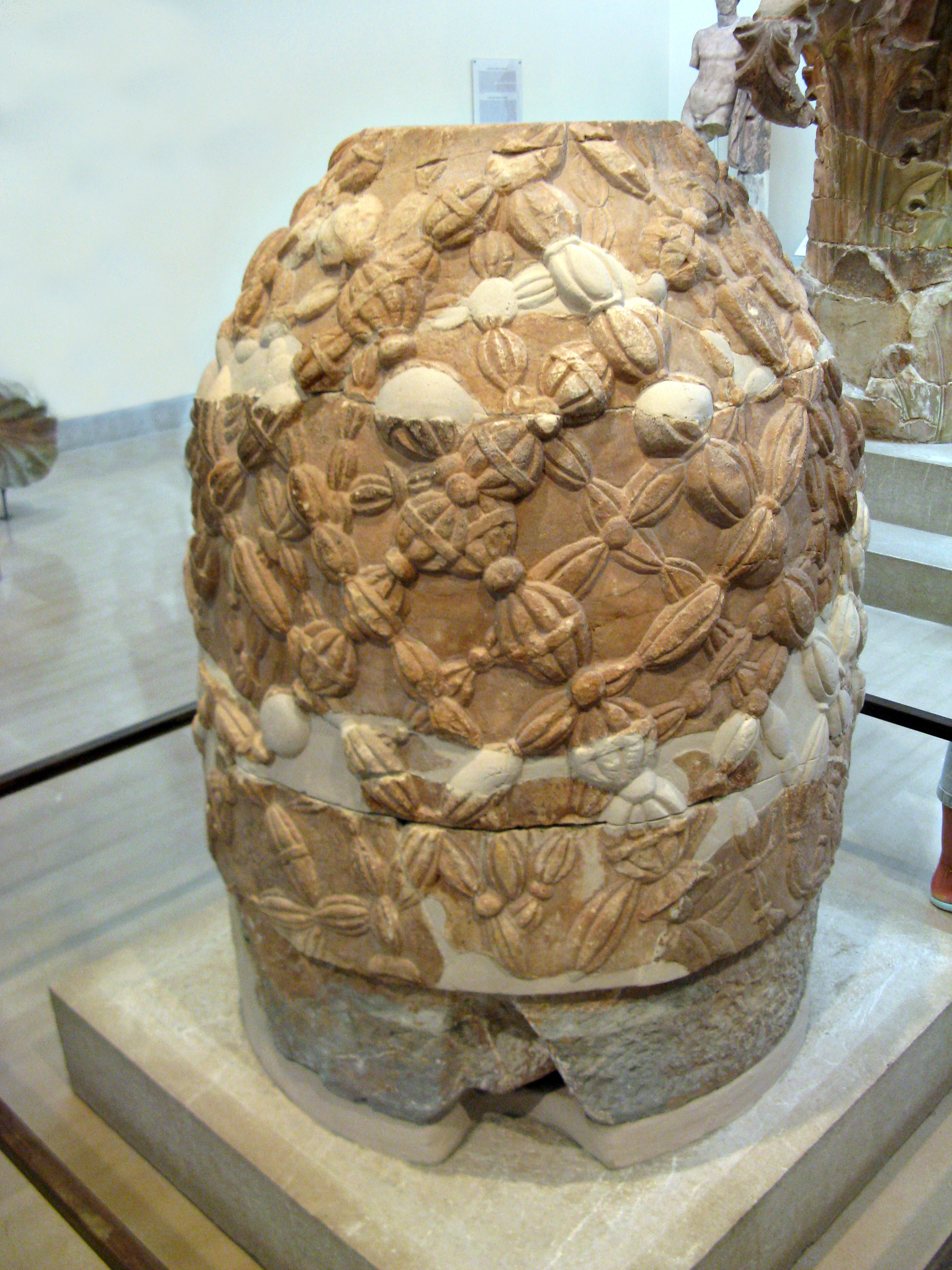
델포이박물관의 조각된 옴파로스

## 같이 보기
- 세계축
- 검은 돌
- 카바
- 리어 팔
- 링감
- 스콘석